# Culgoa Floodplain National Park
Culgoa Floodplain National Park är en park i Australien. Den ligger i delstaten Queensland, omkring 610 kilometer väster om delstatshuvudstaden Brisbane.
Trakten runt Culgoa Floodplain National Park är nära nog obefolkad, med mindre än två invånare per kvadratkilometer.. Det finns inga samhällen i närheten.
Omgivningarna runt Culgoa Floodplain National Park är i huvudsak ett öppet busklandskap. Genomsnittlig årsnederbörd är 372 millimeter. Den regnigaste månaden är januari, med i genomsnitt 74 mm nederbörd, och den torraste är oktober, med 2 mm nederbörd.